# Friona geniculata
Friona geniculata är en stekelart som först beskrevs av Brulle 1846.  Friona geniculata ingår i släktet Friona och familjen brokparasitsteklar. Inga underarter finns listade i Catalogue of Life.